# Liste der Mitglieder des liechtensteinischen Landtags (1922)
Diese Liste führt die Mitglieder des Landtags des Fürstentums Liechtenstein auf, der aus den Landtagswahlen vom 5. und 16. Februar 1922 hervorging. Erstmals wurden nach der Verfassungsänderung 1921 bei dieser Wahl alle fünfzehn Abgeordnete des Landtags direkt vom Volk gewählt und nicht mehr wie bisher zum Teil vom Fürsten ernannt. Außerdem wurde das aktive und passive Wahlrecht von 24 auf 21 Jahre herabgesetzt.
Bei dieser Wahl wurden Wahlvorschläge von lediglich zwei Parteien eingereicht. Dies waren die Christlich-soziale Volkspartei (VP) und die Fortschrittliche Bürgerpartei in Liechtenstein (FBP).
Um in den Landtag gewählt zu werden, benötigte man die absolute Mehrheit aller abgegebenen Stimmen, wobei jeder Wähler so viele Stimmen hatte, wie Kandidaten zu wählen waren. Erreichten mehrere Kandidaten die absolute Mehrheit der Stimmen, zogen diejenigen ein, die die meisten Stimmen auf sich vereinigen konnten. Im Wahlkreis Oberland wurden sieben und im Wahlkreis Unterland fünf Abgeordnete gewählt. Da nicht alle Kandidaten eine absolute Mehrheit erreichten, fanden am 16. Februar 1922 Stichwahlen statt, um die fehlenden Abgeordneten zu bestimmen.

## Liste der Mitglieder
In Oberland wurden 1058 Stimmen gezählt, was bedeutet, dass ein Kandidat mindestens 530 Stimmen brauchte, um in den Landtag einzuziehen. Im Unterland wurden 609 Stimmen abgegeben, was bedeutet, dass 305 Stimmen reichten.
| Name               | Wahlkreis | Partei | Bemerkungen            |
| ------------------ | --------- | ------ | ---------------------- |
| Emil Bargetze      | Oberland  | VP     |                        |
| Wilhelm Beck       | Oberland  | VP     | nach Stichwahl gewählt |
| Johann Büchel      | Unterland | VP     |                        |
| Peter Büchel       | Unterland | FBP    | nach Stichwahl gewählt |
| Alois Frick        | Oberland  | VP     |                        |
| Josef Gassner      | Oberland  | VP     |                        |
| Felix Gubelmann    | Unterland | FBP    |                        |
| Karl Kaiser        | Unterland | FBP    |                        |
| Augustin Marogg    | Oberland  | VP     |                        |
| Josef Ignaz Marxer | Unterland | FBP    |                        |
| Rudolf Matt        | Unterland | VP     |                        |
| Baptist Quaderer   | Oberland  | VP     | nach Stichwahl gewählt |
| Stefan Wachter     | Oberland  | VP     |                        |
| Anton Walser       | Oberland  | VP     |                        |
| Albert Wolfinger   | Oberland  | VP     | nach Stichwahl gewählt |